# Beța, Alba
Beța (în maghiară Magyarbece) este un sat în comuna Lopadea Nouă din județul Alba, Transilvania, România.

## Date geologice
Pe teritoriul acestei localități se găsesc izvoare sărate. 

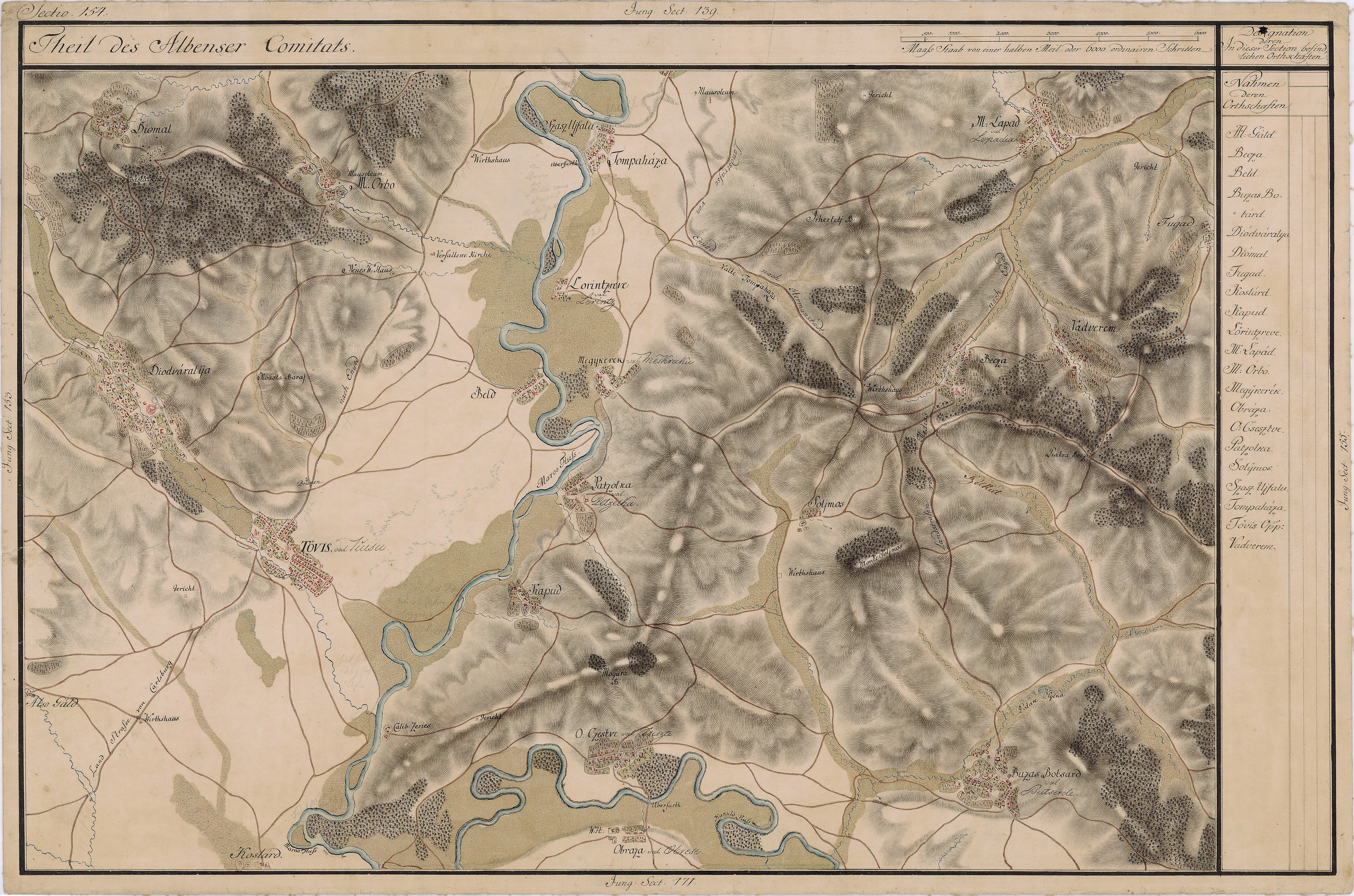
Beța pe Harta Iosefină a Transilvaniei, 1769-73